# Matrice de Householder
En algèbre linéaire, la matrice de Householder associée à un vecteur non nul {\displaystyle v\in \mathbb {R} ^{n}} est la matrice définie par :
{\displaystyle H_{v}=I_{n}-2{\frac {vv^{T}}{\|v\|^{2}}}}
où In est la matrice identité de taille n.
Dans la suite, {\displaystyle \forall x,y\in {R}^{n},x\cdot y=\langle x\cdot y\rangle }, le produit scalaire euclidien.

## Propriétés
- {\displaystyle H_{v}} est symétrique et orthogonale (donc involutive).

Ainsi, Hv est la matrice de la symétrie orthogonale par rapport à l'hyperplan orthogonal au vecteur v.
- Si {\displaystyle v=a-b\neq 0} avec {\displaystyle \|b\|=\|a\|} alors {\displaystyle H_{v}(a)=b}. C'est sur cette propriété que se fondent toutes les applications des matrices de Householder (matrice de Hessenberg, tridiagonalisation ou décomposition QR).

## Applications
Les matrices de Householder sont utilisées pour des algorithmes de factorisation de matrices, comme la factorisation QR.